# Joaquim Veríssimo Serrão
Joaquim Veríssimo Serrão   (Tremês, 8 de juliol de 1925 - Santarém, 31 de juliol de 2020) fou un historiador portuguès, especialista en l'edat mitjana.

## Biografia
Nasqué el 8 de juliol de 1925 a Tremês, població prop de la ciutat de Santarém. Després de doctorar-se en història a la Universitat de Coïmbra, el 1960 ingressà a la Universitat de Lisboa com a professor, desenvolupant el càrrec de rector de la Universitat entre 1973 i 1974. Fou catedràtic de la Facultat de Lletres de la mateixa universitat, i entre 1975 i el 2006 president de l'Acadèmia Portuguesa d'Història.
Les seves obres més destacades inclouen la seva Història de Portugal, que començà la publicació el 1977 i ara compta amb 18 volums.
El 1995 fou guardonat, al costat de Miquel Batllori, amb el Premi Príncep d'Astúries de Ciències Socials per la seva contribució a les Ciències Socials per la seva magna obra, de catorze volums, História de Portugal.